# Pedicularia pacifica
Pedicularia pacifica is een slakkensoort uit de familie van de Pediculariidae. De wetenschappelijke naam van de soort is voor het eerst geldig gepubliceerd in 1865 door Pease.